# Liste des encycliques papales
Liste des encycliques promulguées par les papes de l'Église catholique, par ordre chronologique.

## Benoît XIV
| N° | Nom                    | Date              | Sujet |
| -- | ---------------------- | ----------------- | --- |
| 1  | Ubi Primum             | 3 décembre 1740   | Sur les devoirs des évêques |
| 2  | Pro Eximia Tua         | 30 juin 1741      | Condamnant certains abus liés aux offrandes de messes dans le diocèse du Piémont |
| 3  | Quamvis Paternae       | 26 août 1741      | sur le renouvellement des juges par les évêques |
| 4  | Satis Vobis Compertum  | 17 novembre 1741  | sur le sacrement du mariage |
| 5  | Etsi Minime            | 7 février 1742    | sur la formation chrétienne et la transmission de la doctrine par les évêques |
| 6  | Certiores Effecti      | 13 novembre 1742  | sur la participation à la célébration de l'Eucharistie |
| 7  | Cum Illud Semper       | 14 décembre 1742  | sur les nominations au sein du clergé |
| 8  | Quemadmodum Preces     | 23 mars 1743      | sur la prescription de prières approuvées par l'Église |
| 9  | Inter Omnigenas        | 2 février 1744    | sur les persécutions de l'Église de Serbie par les Turcs |
| 10 | Cum Semper Oblatas     | 19 août 1744      | sur l'obligation de célébrer la messe |
| 11 | Libentissime Quidem    | 10 juin 1745      | sur le jeûne du Carême |
| 12 | Gravissimum Supremi    | 8 septembre 1745  | sur la correction des mœurs corrompues, un nouvel élan missionnaire, l'exemple de saint Vincent de Paul, saint Jean François Régis, Robert Bellarmin.                                                             |
| 13 | Vix Pervenit           | 1er novembre 1745 | Au sujet du prêt à intérêt. |
| 14 | Accepimus Praestantium | 16 juillet 1746   | sur l'exposition d'un crucifix sur l'autel pendant la messe |
| 15 | Inter Caetera          | 1er janvier 1748  | sur les dérives des carnavals et le respect du Carême |
| 23 | Magnae Nobis           | 29 juin 1748      | sur les mariages mixtes en Pologne |
| 24 | Annus qui hunc         | 19 février 1749   | sur le jubilé de l'année 1750, la propreté des églises, la récitation des prières des Heures canoniales, le caractère sacré que doit garder le chant dans la liturgie, l'utilisation de l'orgue dans les églises. |
| 27 | Apostolica Constitutio | 26 juin 1749      | à propos des pèlerinages à Jérusalem et à Rome |
| 28 | Gravissimo animi       | 31 octobre 1749   | sur le respect de la clôture religieuse |
| 29 | Inter praeteritos      | 3 décembre 1749   | sur le jubilé de l'année 1750 et les constitutions apostoliques déjà publiées à ce sujet |
| 31 | Celebationem magni     | 1er janvier 1751  | sur le bon déroulement du jubilé de l'année 1750 et son extension, évocations de jubilés précédents |
| 32 | Prodiit jamdudum       | 30 janvier 1751   | sur les dérives des carnavals et le respect du Carême |
| 33 | Elapso proxime anno    | 20 février 1751   | sur le jugement des hérétiques et l'amnistie |
| 36 | Magno cum animi        | 2 juin 1751       | sur les lieux de prières privés (chapelles, oratoires) en Pologne |
| 35 | A Quo Primum           | 14 juin 1751      | sur les relations entre chrétiens et juifs en Pologne |
| 38 | Cum religiosi Aeque    | 26 juin 1754      | Sur la catéchèse |
| 39 | Quod provinciale       | 1er août 1754     | Sur l'usage de noms musulmans par les chrétiens |
| 40 | Allatae sunt           | 26 juillet 1755   | Sur l'observance des rites orientaux |
| 42 | Ex quo primum          | 1er mars 1756     | Sur l'Euchologion |
| 43 | Ex Omnibus Christiani  | 16 octobre 1756   | Sur la constitution apostolique Unigenitus |
| 44 | Quam grave             | 2 août 1757       | sur le fait que seuls les prêtres peuvent réciter la messe. |

## Clément XIII
| N° | Nom                     | Date              | Sujet |
| -- | ----------------------- | ----------------- | --- |
| 2  | A Quo Die               | 14 septembre 1758 | sur la paix et la charité entre les fidèles, sur les devoirs des évêques                                                                                |
| 4  | Cum Primum (de)         | 17 septembre 1759 | réprobation du désir de gains temporels et des occupations mondaines de certains ecclésiastiques                                                        |
| 5  | Appetente Sacro         | 20 décembre 1759  | sur la pénitence et plus particulièrement le jeûne du Carême                                                                                            |
| 6  | In Dominico Agro        | 14 juin 1761      | sur le discours que doivent tenir les évêques et l'utilisation du catéchisme du concile de Trente                                                       |
| 10 | Quam graviter           | 25 juin 1766      | sur le respect dû au pouvoir de l'Église par le royaume de France à la suite de décrets publiés en mai 1766 concernant une réforme des ordres religieux |
| 11 | Christianae Reipublicae | 25 novembre 1766  | condamnation de livres allant à l'encontre de la foi catholique                                                                                         |

## Clément XIV
| N° | Nom                   | Date              | Sujet                                   |
| -- | --------------------- | ----------------- | --------------------------------------- |
| 1  | Decet quam maxime     | 21 septembre 1769 | Contre l'avarice du clergé, la simonie  |
| 2  | Cum summi apostolatus | 12 décembre 1769  | sur la prière, le respect dû aux rois.. |

## Pie VI
| N° | Nom                             | Date             | Sujet |
| -- | ------------------------------- | ---------------- | --- |
| 1  | Inscrutabili divinae sapientiae | 25 décembre 1775 | Contre l'athéisme et les idées des Lumières                                                              |
| 2  | Adeo nota                       | 23 avril 1791    | Sur les révoltes à Carpentras, Avignon et Chalon-sur-Saône contre l'autorité pontificale                 |
| 3  | Novae hae litterae              | 19 mars 1792     | sur les diverses réactions du clergé de France aux persécutions                                          |
| 4  | In gravissimis                  | 19 mars 1792     | sur le respect de l'autorité du Siège Apostolique par le clergé de France                                |
| 5  | Dum Nos                         | 19 avril 1792    | sur l'annexion après la Révolution française d'Avignon au royaume de France                              |
| 6  | Ubi Lutetiam                    | 13 juin 1792     | à propos de la constitution civile du clergé en France                                                   |
| 7  | Ignotae nemini                  | 21 novembre 1792 | sur l'émigration du clergé français hors du royaume de France et l'hospitalité dans les royaumes voisins |
| 8  | Ad nostras manus                | 31 juillet 1793  | sur l'imposture de Gabriel Guyot de Folleville auprès de l'Armée Catholique et Royale de Vendée          |

## Pie VII
- Diu satis, 15 mai 1800[8], à l'occasion de son élection, sur le retour aux principes évangéliques
- Ex quo Ecclesiam, 24 mai 1800[8], à propos d'un jubilé
- Il trionfo, 4 mai 1814[8], sur la libération du pape Pie VII des mains de l'empereur Napoléon Ier et sur la défaite de ce dernier
- Vineam quam plantavit, 12 juin 1817[8], sur une nouvelle répartition des diocèses en France

## Léon XII
- Ubi Primum, 5 mai 1824[9], sur les erreurs modernes et l'indifférence à l'égard du catholicisme
- Ad Plurimas, 25 janvier 1825[9], sur la rénovation de la Basilique Saint-Paul-hors-les-Murs, à la suite d'un incendie

## Pie VIII
- Traditi humilitati, 24 mai 1829[10], sur le programme de son pontificat

## Grégoire XVI
- Quel Dio, 5 avril 1831[11], remerciement à François Ier (empereur d'Autriche) pour la défense des états pontificaux
- Le armi valorose, 12 juillet 1831[11], sur la paix à la suite de la défense des États pontificaux
- Cum Primum (de), 9 juin 1832[11], sur l'obéissance due aux autorités civiles
- Mirari vos, 15 août 1832[11], sur le libéralisme et l'indifférentisme religieux
- Singulari Nos, 25 juin 1834[11], sur les erreurs de Lamennais
- Commissum Divinitus, 17 mai 1835[12], sur l'Église et l'État
- Augustissimam beatissimi, 21 décembre 1840[13], sur la consécration de la Basilique Saint-Paul-hors-les-Murs, rénovée après un incendie
- Inter ea, 1er avril 1842[13], sur l'inviolabilité des monastères, sur les droits et les biens dont ils jouissent
- Inter Praecipuas, 8 mai 1844[13], sur les sociétés bibliques

## Pie IX
- Qui pluribus, 9 novembre 1846[14], sur le rationalisme et l'infaillibilité
- Praedecessores Nostros, 25 mars 1847[14], sur la Grande Famine en Irlande
- Ubi primum, 17 juin 1847[14], sur les ordres réguliers
- Ubi primum, 2 février 1849[14], à propos d'une consultation concernant le dogme de l'Immaculée Conception
- Nostis et nobiscum, 8 décembre 1849[14], aux archevêques et évêques d'Italie, contre le socialisme et le communisme
- Exultavit cor nostrum, 21 novembre 1851[14], à propos du jubilé et des tentatives de perversions des ennemis de l'Église
- Ex aliis Nostris, 21 novembre 1851[14], à propos du jubilé
- Nemo certe ignorat, 25 mars 1852[14], sur l'unité de l'Église d'Irlande
- Inter multiplices, 21 mars 1853[15], sur l'utilisation de la liturgie romaine en France
- Neminem vestrum, 2 février 1854[15], sur la situation de l'Église d'Arménie
- Optime noscitis, Rome, 20 mars 1854[15], sur la fondation d'une université catholique en Irlande
- Singulari quidem, 17 mars 1856[15], sur la situation de l'Église en Autriche
- Cum nuper, 20 janvier 1858[15], sur les tremblements de terre aux royaumes des Deux-Siciles
- Amantissimi Redemptoris, 3 mai 1858[15], sur l'Eucharistie
- Cum Sancta Mater, 27 avril 1859[15], exhortation à la paix entre les nations catholiques
- Qui nuper, Roma, 18 juin 1859[15], exhortation à la prière en raison de la persécution infligée à l'Église en Italie.
- Nullis certe, 19 janvier 1860[15], remerciement pour le soutien reçu lors de la persécution infligée à l'Église en Italie.
- Amantissimus humani, 8 avril 1862[15], sur l'autorité du Saint-Siège et du pape envers les fidèles
- Quanto conficiamur, 10 août 1863[16],[17], sur l'indifférentisme, le salut éternel et la persécution de l'Église
- Incredibili afflictamur, 17 septembre 1863[16],[17], sur la persécution infligée à l'Église dans la République de Nouvelle-Grenade
- Ubi urbaniano, 30 juillet 1864[16],[17], sur la persécution du gouvernement russe infligée à l'Église de Pologne
- Maximae quidem, 18 août 1864[16],[17], sur une conférence d'évêques à Bamberg en Bavière
- Quanta cura, 8 décembre 1864[16],[17], les erreurs politico-religieuses du XIXe siècle, accompagnée du Syllabus
- Levate, 17 octobre 1867[16],[17], sur les persécutions infligées à l'Église par le gouvernement du Piémont
- Iam vos omnes, 13 septembre 1868[16], sur l'organisation d'un nouveau concile œcuménique (Vatican I)
- Arcano divinae,  8 septembre 1868[16], sur la réconciliation avec les protestants
- Respicientes ea, 1er novembre 1870[18], sur les persécutions infligées à l'Église par le gouvernement du Piémont
- Ubi Prima, 11 mars 1871[18], sur les églises schismatiques de Constantinople à la suite de la publication de « Reversurus » le 12 juillet 1867
- Ubi Nos, 15 mai 1871[18], remerciement des fidèles pour leur comportement lors de la suspension du concile Vatican I à la suite de l'invasion de Rome
- Beneficia Dei, 4 juin 1871[18], sur la suspension du concile Vatican I à la suite de l'invasion de Rome et les persécutions de l'Église de France
- Saepe, Venerabiles, 5 août 1871[18], sur les persécutions dont étaient victimes les états pontificaux
- Quartus supra, 6 janvier 1873[18], sur les Églises orientales
- Etsi Multa, 21 novembre 1873[18], contre les sociétés secrètes
- In magnis illis, 27 décembre 1873[18], sur les persécutions dont étaient victimes les états pontificaux
- Vix dum a Nobis, 7 mars 1874[18], sur les persécutions dont était victime l'Église de l'empire d'Autriche-Hongrie
- Omnem sollicitudinem, 13 mai 1874[18], sur la liturgie des Églises orientales
- Gravibus Ecclesiae, 24 décembre 1874[18], sur le jubilé universel de l'année 1875
- Quod nunquam, 5 février 1875[18], contre le Kulturkampf
- Quae in Patriarchatu, 1er septembre 1876[18], sur la véritable situation dans l'Église catholique chaldéenne

## Léon XIII
- Inscrutabili Dei Consilio, 21 avril 1878[19], sur les dangers de la société moderne
- Quod apostolici, 28 décembre 1878[19], sur les erreurs modernes
- Æterni Patris, 4 août 1879[19], sur Thomas d'Aquin et la théologie scolastique
- Arcanum divinæ, 10 février 1880[19], sur le mariage chrétien
- Grande Munus, 30 septembre 1880[19], sur saint Cyrille et saint Méthode
- Sancta Dei Civitas, 3 décembre 1880[19], sur les œuvres pontificales missionnaires
- Diuturnum illud, 29 juin 1881[20], sur l'origine du pouvoir civil
- Licet Multa, 3 août 1881[20], sur les catholiques en Belgique
- Etsi Nos , 15 février 1882[20], sur l'Église et l'État en Italie
- Auspicato Concessum, 17 septembre 1882[20], sur saint François d'Assise
- Cum Multa , 8 décembre 1882[20], sur l'Église et l'État en Espagne
- Supremi apostolatus, 1er septembre 1883[20], sur le Rosaire
- Nobilissima Gallorum gens, 8 février 1884, sur la situation religieuse en France
- Humanum genus, 20 avril 1884[20], condamnant la franc-maçonnerie et les sociétés secrètes
- Superiore Anno, 30 août 1884[20], sur la récitation du Rosaire
- Immortale Dei, 1er novembre 1885[20], sur la Constitution chrétienne des États
- Spectata Fides, 27 novembre 1885[20], sur l'éducation chrétienne
- Quod Auctoritate, 22 décembre 1885[20], proclamant un jubilé extraordinaire
- Iampridem, 6 janvier 1886[20], sur le catholicisme en Allemagne
- Quod Multum, 22 août 1886[20], sur la liberté de l'Église
- Pergrata, 14 septembre 1886[20], sur l'Église du Portugal
- Vi è Ben Noto, 20 septembre 1887[20], sur le Rosaire
- Officio Sanctissimo, 22 décembre 1887[20], sur l'église bavaroise
- Quod Anniversarius, 1er avril 1888[20], sur le jubilé sacerdotal
- In plurimis, 5 mai 1888[20], sur l'abolition de l'esclavage
- Libertas Præstantissimum, 20 juin 1888[20], sur la liberté humaine
- Saepe Nos, 24 juin 1888[21], sur les boycotts en Irlande
- Paterna Caritas, 25 juillet 1888[21], sur la réunion avec Rome
- Quam Aerumnosa, 10 décembre 1888[21], sur les immigrés italiens
- Etsi Cunctas, 21 décembre 1888[21], sur l'Église d'Irlande
- Exeunte Iam Anno, 25 décembre 1888[21], sur la vraie hiérarchie dans la vie chrétienne
- Magni Nobis, 7 mars 1889[21], sur l'université catholique aux États-Unis
- Quamquam Pluries, 15 août 1889[21], sur la dévotion à saint Joseph
- Sapientiae Christianae, 10 janvier 1890[21], sur les principaux devoirs des chrétiens
- Dall'alto dell'Apostolico Seggio, 15 octobre 1890[21], sur la franc-maçonnerie en Italie
- Catholicae Ecclesiae, 20 novembre 1890[21], sur l'esclavage dans les missions
- In Ipso, 3 mars 1891[21], sur les réunions épiscopales en Autriche
- Rerum novarum, 16 mai 1891[21], sur la question du syndicalisme et des ouvriers, et de façon plus générale sur la doctrine sociale de l'Église catholique
- Pastoralis vigilantiae, 25 juin 1891[21], sur l'union religieuse
- Pastoralis Officii, 12 septembre 1891[21], sur la moralité des duels
- Octobri Mense, 22 septembre 1891[21], sur le Rosaire
- Au milieu des sollicitudes, 16 février 1892[21], sur l'Église et l'État en France, qui marque le début du Ralliement
- Quarto Abeunte Saeculo, 16 juillet 1892[21], sur le 4e centenaire du jour de Christophe Colomb
- Magnae Dei Matris, 8 septembre 1892[21], sur le Rosaire
- Inimica Vis, 8 décembre 1892[21], sur la franc-maçonnerie
- Custodi di quella Fede, 8 décembre 1892[21], sur la franc-maçonnerie
- Ad extremas, 24 juin 1893[22], sur la création de séminaires pour le clergé local
- Constanti Hungarorum, 2 septembre 1893[22], sur l'Église de Hongrie
- Laetitiae Sanctae, 8 septembre 1893[22], exhortation à la dévotion du Rosaire
- Non Mediocri, 25 octobre 1893[22], sur le collège espagnol à Rome
- Providentissimus Deus, 18 novembre 1893[22], sur l'étude des Saintes Écritures
- Caritatis, 19 mars 1894[22], sur l'Église de Pologne
- Inter Graves, 1er mai 1894[22], sur l'Église du Pérou
- Litteras a Vobis, 2 juillet 1894[22], sur le clergé au Brésil
- Iucunda Semper Expectatione, 8 septembre 1894[22], sur le Rosaire
- Christi Nomen, 24 décembre 1894[22], sur la propagation de la Foi dans les Églises de l'Est
- Longinqua, 6 janvier 1895[22], sur le catholicisme aux États-Unis
- Permoti Nos, 10 juillet 1895[22], sur les conditions sociales en Belgique
- Adiutricem (de), 5 septembre 1895[22], sur le Rosaire
- Insignes, 1er mai 1896[22], sur le millénaire de la fondation de la Hongrie
- Satis cognitum, 29 juin 1896[22], sur le rapprochement des Églises
- Fidentem Piumque Animum, 20 septembre 1896[22], sur le Rosaire
- Divinum Illud Munus, 9 mai 1897[22], sur le Saint-Esprit
- Militantis Ecclesiae, 1er août 1897[22], sur saint Pierre Canisius
- Augustissimae Virginis Mariae, 12 septembre 1897[22], sur la Confraternité du Saint Rosaire
- Affari vos, 8 décembre 1897[22], aux archevêques, évêques et autres ordinaires du Canada
- Caritatis Studium, 25 juillet 1898[23], sur l'Église catholique en Écosse
- Spesse Volte, 5 août 1898[23], sur la suppression des institutions catholiques
- Quam Religiosa, 16 août 1898[23], sur la loi du mariage civil au Pérou
- Diuturni Temporis, 5 septembre 1898[23], sur le Rosaire
- Quum Diuturnum, 25 décembre 1898[23], sur le concile plénier des évêques d'Amérique Latine
- Annum sacrum, 25 mai 1899[23], sur la consécration au Sacré-Cœur
- Depuis le jour, 8 septembre 1899[23], aux archevêques, évêques et au clergé de France
- Paternae, 18 septembre 1899[23], sur la formation du clergé
- Omnibus Compertum, 21 juillet 1900[23], sur l'unité dans l'église grecque melkite
- Tametsi Futura Prospicientibus, 1er novembre 1900[23], sur Jésus-Christ Rédempteur
- Graves de communi re, 18 janvier 1901[23], sur la démocratie chrétienne
- Gravissimas, 16 mai 1901[23], sur les ordres religieux au Portugal
- Reputantibus, 20 août 1901[23], sur la question du langage en Bohème
- Urbanitatis Veteris, 20 novembre 1901[23], sur la fondation d'un nouveau séminaire à Athènes
- In Amplissimo, 15 avril 1902[23], sur l'Église aux États-Unis
- Quod Votis, 30 avril 1902[23], sur la création d'une nouvelle université catholique
- Mirae Caritatis, 28 mai 1902[23], sur la Sainte Eucharistie
- Quæ ad Nos, 22 novembre 1902[23], sur l'Église en Bohème et Moravie
- Fin dal Principio, 8 décembre 1902[23], sur la formation du clergé
- Dum Multa, 24 décembre 1902[23], sur le mariage civil en Equateur

## Pie X
- E Supremi, 4 octobre 1903[24], première encyclique de Pie X
- Ad Diem Illum, 2 février 1904[24], sur la dévotion à la Vierge Marie
- Iucunda Sane, 12 mars 1904[24], à l'occasion du 13e centenaire de saint Grégoire Ier
- Acerbo Nimis, 15 avril 1905[24], sur l'enseignement de la doctrine chrétienne
- Il Fermo Proposito, 11 juin 1905[24], sur l'Action Catholique ou Action des Catholiques
- Vehementer nos, 11 février 1906[24], sur la loi de séparation des Églises et de l'État en France
- Tribus Circiter, 5 avril 1906[24], sur les mariavites ou prêtres mystiques en Pologne
- Pieni L'Animo, 28 juillet 1906[24], sur le clergé en Italie
- Gravissimo officii munere, 10 août 1906[24], sur les associations cultuelles en France
- Une fois encore, 6 janvier 1907[24], sur la séparation des Églises et de l'État en France
- Pascendi Dominici gregis, 8 septembre 1907[24], contre les erreurs du modernisme
- Communium Rerum, 21 avril 1909[24], sur saint Anselme d'Aoste
- Editae Saepe, 26 mai 1910[24], sur saint Charles Borromée
- Iamdudum, 24 mai 1911[24], sur la loi de séparation des Églises et de l'État au Portugal
- Lacrimabili statu, 7 juin 1912[24], sur les Indiens d'Amérique du Sud
- Singulari Quadam, 24 septembre 1912[24], sur les syndicats

## Benoît XV
- Ad Beatissimi Apostolorum, 1er novembre 1914[25], sur les horreurs de la guerre et les exigences de la paix
- Humani Generis Redemptionem, 15 juin 1917[25], sur la prédication de la parole de Dieu
- Quod Iam Diu, 1er décembre 1918[25], sur la future conférence de paix
- In Hac Tanta, 14 mai 1919[25], sur saint Boniface
- Paterno Iam Diu, 24 novembre 1919[25], sur les enfants d'Europe centrale
- Pacem, Dei Munus Pulcherrimum, 23 mai 1920[25], sur la paix et la réconciliation des Chrétiens
- Spiritus Paraclitus, 15 septembre 1920[25], sur l'étude de la Bible
- Principi Apostolorum Petro, 5 octobre 1920[25], sur saint Ephrem de Syrie
- Annus iam plenus, 1er décembre 1920[25], sur les enfants d'Europe centrale (une seconde fois)
- Sacra propediem, 6 janvier 1921[25], sur saint François d'Assise à l'occasion du septième centenaire de la fondation du Tiers-Ordre franciscain.
- In praeclara summorum, 30 avril 1921[25], sur Dante
- Fausto appetente die, 29 juin 1921[25], sur saint Dominique de Guzmán

## Pie XI
- Ubi arcano Dei consilio, 23 décembre 1922[26], sur la paix du Christ dans son royaume
- Rerum omnium perturbationem, 26 janvier 1923[26], sur saint François de Sales
- Studiorum ducem, 29 juin 1923[26], sur le thomisme
- Ecclesiam Dei, 12 novembre 1923[26], à l'occasion du troisième centenaire de la mort de saint Josaphat
- Maximam gravissimamque, 18 janvier 1924[26], sur les associations diocésaines
- Quas primas, 11 décembre 1925[26], sur la royauté sociale de Jésus-Christ et l'institution de la fête du Christ-Roi
- Rerum Ecclesiae, 28 février 1926[26], sur les missions catholiques
- Rite expiatis, 30 avril 1926[26], sur saint François d'Assise
- Iniquis afflictisque, 18 novembre 1926[26], sur la persécution de l'Église au Mexique
- Mortalium animos, 6 janvier 1928[26], sur l'œcuménisme et sur l'unité de la véritable Église
- Miserentissimus Redemptor, 8 mai 1928[27],[26], sur la réparation des offenses faites au Sacré-Cœur
- Rerum orientalium, 8 septembre 1928[27], sur l'œcuménisme
- Mens nostra, 20 décembre 1929[27], à l'occasion du 50e anniversaire du sacerdoce du pape, sur la promotion des exercices spirituels
- Quinquagesimo ante anno, 23 décembre 1929[27], à l'occasion du 50e anniversaire du sacerdoce du pape, sur les événements de l'année écoulée
- Divini illius Magistri, 31 décembre 1929[27], sur l'éducation chrétienne de la jeunesse
- Ad salutem humani, 20 avril 1930[27], sur le 1500e anniversaire de la mort de saint Augustin
- Casti connubii, 31 décembre 1930[27], sur le mariage chrétien
- Quadragesimo anno, 15 mai 1931[27], sur le 40e anniversaire de Rerum novarum
- Non abbiamo bisogno 29 juin 1931[27], contre le fascisme italien
- Nova Impendet, 2 octobre 1931[27], concernant la crise économique de 1929
- Caritate Christi Compulsi, 3 mai 1932[27], sur le Sacré-Cœur
- Acerba animi, 29 septembre 1932[27], sur l'oppression subie par l'Église au Mexique
- Dilectissima Nobis, 3 juin 1933[27], sur l'oppression subie par l'Église d'Espagne
- Ad Catholici Sacerdotii, 20 décembre 1935[27], sur le presbytérat
- Vigilanti Cura, 29 juin 1936[27], sur le cinéma
- Mit brennender Sorge , 14 mars 1937[27], condamnation du nazisme
- Divini Redemptoris, 19 mars 1937[27], contre le communisme
- No es muy conocida, 28 mars 1937[27], sur la situation religieuse au Mexique
- Ingravescentibus Malis, 29 septembre 1937[27], sur le Rosaire

## Pie XII
- Summi Pontificatus, 20 octobre 1939[28], « De l’unité du genre humain », contre les principes totalitaires
- Sertum Laetitiae, 1er novembre 1939[29], sur le 115e anniversaire de l'établissement d'un évêque aux États-Unis
- Saeculo Exeunte Octavo, 13 juin 1940[29], à l'occasion du huit-centième anniversaire de l'indépendance du Portugal
- Mystici Corporis Christi, 29 juin 1943[29], sur le corps mystique du Christ
- Divino afflante Spiritu, 30 septembre 1943[29], sur l'étude biblique
- Orientalis Ecclesiae, 9 avril 1944[29], sur saint Cyrille, patriarche d'Alexandrie
- Communium Interpretes Dolorum, 15 avril 1945[29], sur la fin de la guerre et la prière pour la paix
- Orientales Omnes Ecclesias, 23 décembre 1945[29], à l'occasion du 350e anniversaire de la réunion de l'Église ruthénienne au Saint-Siège
- Quemadmodum, 6 janvier 1946[29], sur l'aide à apporter aux enfants défavorisés
- Deiparae Virginis Mariae, 1er mai 1946[29], sur la possibilité de définir l'Assomption de la Vierge Marie comme un dogme de foi
- Fulgens Radiatur, 21 mars 1947[29], sur le 14e centenaire de la mort de saint Benoît
- Mediator Dei, 20 novembre 1947[29], sur la liturgie
- Optatissima Pax, 18 décembre 1947[29], pour une paix sociale et mondiale
- Auspicia Quaedam, 1er mai 1948[29], sur la prière à la Vierge Marie pour la paix (particulièrement en Palestine)
- In Multiplicibus Curis, 24 octobre 1948[29], sur un appel à la prière pour la paix en Palestine
- Redemptoris Nostri Cruciatus, 15 avril 1949[29], sur la guerre en Palestine
- Anni Sacri, 12 mars 1950[29], sur un programme pour combattre la propagande athée
- Summi Maeroris, 19 juillet 1950[29], contre la guerre
- Humani generis, 12 août 1950[29], sur la théologie et la philosophie, contre certaines thèses anthropologiques
- Mirabile Illud, 6 décembre 1950[29], sur la concorde entre les peuples, fruit de la paix intérieure
- Evangelii Praecones, 2 juin 1951[29], sur les missions
- Sempiternus Rex Christus, 8 septembre 1951[30], commémoration de concile de Chalcédoine
- Ingruentium Malorum, 15 septembre 1951[30], sur la récitation du Rosaire
- Orientales Ecclesias, 15 décembre 1952[30], sur les églises d'Orient et la situation inespérée en Bulgarie
- Doctor Mellifluus, 24 mai 1953[30], sur saint Bernard de Clairvaux
- Fulgens Corona, 8 septembre 1953[30], sur le centenaire de la proclamation du dogme de l'Immaculée Conception
- Sacra Virginitatis, 25 mars 1954[30], sur le mariage et la virginité
- Ecclesiae Fastos, 5 juin 1954[30], sur saint Boniface
- Ad Sinarum Gentem, 7 octobre 1954[30], sur le caractère supranational de l'Église
- Ad caeli Reginam, 11 octobre 1954[30], proclamant Marie, 'Reine du ciel' (et instituant la fête liturgique)
- Musicæ sacræ, 25 décembre 1955[30], sur la liturgie et la musique sacrée
- Haurietis aquas, 15 mai 1956[30], sur la dévotion au Sacré-Cœur
- Luctuosissimi Eventus, 28 octobre 1956[30], demandant des prières publiques pour la paix et la liberté en Hongrie
- Laetamur Admodum, 1er novembre 1956[30], demandant des prières publiques pour la paix en Europe de l'Est
- Datis Nuperrime, 5 novembre 1956[30], sur les événements de Hongrie (voir l'article Insurrection de Budapest)
- Fidei donum, 21 avril 1957[30], sur les missions catholiques
- Invicti Athletae, 16 mai 1957[30], sur saint André Bobola
- Le Pèlerinage de Lourdes, 2 juillet 1957[30], contre le matérialisme et sur le pèlerinage de Lourdes
- Miranda Prorsus, 8 septembre 1957[30], sur les médias
- Ad Apostolorum Principis, 29 juin 1958[30], sur le communisme et l'Église de Chine
- Meminisse Iuvat, 14 juillet 1958[30], sur les prières pour l'Église persécutée

## Jean XXIII
- Ad Petri cathedram, 29 juin 1959[31], inauguration du pontificat
- Sacerdotii nostri primordia, 1er août 1959[31], sur Jean-Marie Vianney, curé d'Ars
- Gratia Recordatio, 26 septembre 1959[31], sur le Rosaire
- Princeps Pastorum, 28 novembre 1959[31], sur les missions
- Mater et Magistra, 15 mai 1961[31], commémoration de Rerum novarum
- Aeterna Dei Sapientia, 11 novembre 1961[31], commémoration de Léon 1er et exhortation à l'unité chrétienne contre les mouvements externes (sécularisme, communisme)
- Pænitentiam agere, 1er juillet 1962[31], sur la nécessité de la pratique de la pénitence intérieure et extérieure (pour le concile Vatican II)
- Pacem in Terris, 11 avril 1963[31], sur la paix

## Paul VI
- Ecclesiam Suam, 6 août 1964[32], sur le dialogue dans l'Église et hors de l'Église
- Mense Maio, 29 avril 1965[32], sur la dévotion à la Vierge Marie durant le mois de Mai
- Mysterium fidei, 3 septembre 1965[32], sur l'Eucharistie
- Christi Matri, 15 septembre 1966[32], sur Marie mère de Dieu
- Populorum progressio, 26 mars 1967[32], pour un développement équilibré du monde
- Sacerdotalis caelibatus, 24 juin 1967[32], sur le célibat des prêtres
- Humanæ vitæ, 25 juillet 1968[32], sur la vie humaine (et la régulation des naissances)

## Jean-Paul II
- Redemptor Hominis, 4 mars 1979[33], sur la dignité humaine
- Dives in misericordia, 30 novembre 1980[33], Sur la miséricorde divine
- Laborem exercens, 14 septembre 1981[33], sur le travail humain
- Slavorum Apostoli, 2 juin 1985[33], sur les saints Cyrille et Méthode
- Dominum et Vivificantem, 18 mai 1986[33], sur l'Esprit Saint dans la vie de l'Église et du monde
- Redemptoris Mater, 25 mars 1987[33], sur la place de la Vierge Marie dans la foi
- Sollicitudo rei socialis, 30 décembre 1987[33], sur la question sociale, à l'occasion des 20 ans de Populorum progressio
- Redemptoris missio, 7 décembre 1990[33], sur la valeur permanente du précepte missionnaire
- Centesimus annus, 1er mai 1991[33], mise à jour de Rerum Novarum, sur les connaissances et l'organisation sociale
- Veritatis splendor, 6 août 1993[33], sur l'enseignement moral de l'Église
- Evangelium vitæ, 25 mars 1995[33], sur la valeur et l'inviolabilité de la vie humaine
- Ut unum sint, 25 mai 1995[33], sur l'engagement œcuménique
- Fides et ratio, 14 septembre 1998[33], sur les relations entre la foi et raison
- Ecclesia de Eucharistia, 17 avril 2003[33], sur l'Eucharistie dans son rapport à l'Église

## Benoît XVI
| N° | Nom                 | Date             | Sujet                               |
| -- | ------------------- | ---------------- | ----------------------------------- |
| 1  | Deus caritas est    | 25 janvier 2006  | sur l'amour et la charité           |
| 2  | Spe salvi           | 30 novembre 2007 | sur l'espérance et sur le jugement  |
| 3  | Caritas in veritate | 7 juillet 2009   | sur la doctrine sociale de l'Église |

## François
| N° | Nom            | Date            | Sujet                                                    |
| -- | -------------- | --------------- | -------------------------------------------------------- |
| 1  | Lumen fidei    | 5 juillet 2013  | sur la foi chrétienne                                    |
| 2  | Laudato si'    | 24 mai 2015     | sur la sauvegarde de la « maison commune » (la Création) |
| 3  | Fratelli tutti | 3 octobre 2020  | sur la fraternité et l'amitié sociale                    |
| 4  | Dilexit nos    | 24 octobre 2024 | sur l’amour humain et divin du cœur de Jésus-Christ      |